# 上都马
上都马（?—?），元朝大臣，元惠宗时中书平章政事。
至正二十五年（1365年），上都马与威顺王和尚、待制徐士本受密旨和勇士金那海、帖古思不花密谋刺杀拥兵京师的权臣孛罗帖木儿。孛羅帖木兒入宫时，上都马等人上前手刃孛羅帖木兒。上都马因功升任中书省平章政事。至正三十年（1370年）四月，元惠宗于应昌驾崩，皇太子爱猷识理达腊即皇帝位。五月，明朝曹国公李文忠北伐抵达开平，平章政事上都马等叛降李文忠。